# Porta Makedonija
Porta Makedonija (makedonsky Порта Македонија) je vítězný oblouk, který se nachází v metropoli Severní Makedonie, ve Skopje. Je zasazen do ulice 11 Oktomvri, u jejího křížení s třídou Dimitrije Čupovski v blízkosti Městského obchodního centra. Nápadný bílý oblouk inspirovaný vítězným obloukem v Paříži má řadu historizujících prvků, odkazujících na barokní a antickou architekturu.
Oblouk byl vybudován v souvislosti s projektem Skopje 2014 jako jedna z prvních staveb, dokončen byl po zhruba roce stavebních prací v roce 2012. Je vysoký 21 metrů a jeho realizace stála 4,4 milionů eur. Obložena je bílým mramorem. Na oblouku jsou vyobrazení událostí z dějin Makedonie od doby Alexandra Velikého přes existenci středověkých států (První bulharská říše) až po období turecké nadvlády a kongres ASNOM).
Jeho součástí je rovněž socha Jezdce na koni (Alexandra Velikého). Vznikl při příležitosti výročí 20 let od nezávislosti země. Uvnitř stavby se nachází obchod se suvenýry. Na střeše oblouku se údajně měly konat svatby. Střecha má být přístupná.
Vítězný oblouk byl kritizován ve své zemi za příliš vysoké náklady, značnou opulentnost a kritizován byl rovněž řeckou vládou. Objekt byl rovněž vládou posuzován pro možný zápis do seznamu kulturních památek Severní Makedonie.
V roce 2016 byl při demonstraci proti místní vládě památník poškozen různými barvami.